# DV (газета)
DV (исл. Dagblaðið Vísir) — таблоид и онлайн-газета, публикуемая в Исландии. Одна из самых тиражных газет Исландии.

## История
Газета публикуется с 1981 года, когда две газеты «Vísir» и «Dagblaðið» объединились в одну. Издание «Dagblaðið» было основано в 1975 году небольшой группой журналистов рейкьявикской газеты «Vísir». В результате объединения название газеты было сформировано из первых букв названий объединившихся изданий.
В 2006 году газета преобразовалась из ежедневной в еженедельную.